# 平木理化
平木 理化（ひらき りか、1971年12月6日 - ）は、日本の元女子プロテニス選手。身長157cm、体重45kg、右利き。フォアハンド・ストローク、バックハンド・ストロークとも両手打ち。自己最高ランキングはシングルス72位、ダブルス26位。
1997年の全仏オープン混合ダブルス部門で日本人としてグランドスラム22年ぶり、混合ダブルス63年ぶりの優勝を果たした選手である。

## 来歴
日本航空勤務の父親の仕事の関係で、レバノンの首都・ベイルートに生まれる。6歳からテニスを始め、青山学院大学国際政治経済学部を卒業。高校1年生の1987年9月にツアーデビューし、大学2年生の1991年9月にプロ入り。
ジュニア時代からテニスプレーヤーとして国内外で活躍した。全国中学生大会ではシングルスで3年連続決勝に進出し、1、3年生で優勝した。中学3年生で出場した関東オープン（一般）では、史上最年少でシングルス優勝、ダブルス準優勝した。ジャパンオープン・ジュニアでは2年連続でシングルス優勝（1988年、1989年）、ダブルス準優勝（1989年）し、スーパージュニアでは日本人選手史上初の単複優勝を果たした。
大学生になりユニバーシアードでは、金2個（1993年バッファロー大会：混合ダブルス(日本人選手史上初)、1995年福岡大会：女子ダブルス(日本人選手史上初)）、銀5個（1991年シェフィールド大会：女子シングルス、女子ダブルス、混合ダブルス、1993年バッファロー大会：女子ダブルス、1995年福岡大会：女子シングルス）を獲得し、計7個のメダル獲得は世界記録。
全日本選手権では、女子ダブルスで4年連続優勝（1990年から1993年）し、2000年と合わせて計5回優勝している。年末に神戸で行われていたクリスマスオープンでは、シングルスで4年連続決勝進出し、3年連続優勝（1990年から1992年）している。
平木はWTAツアーでシングルスの優勝はないが、長年にわたりダブルスの名手として活躍してきた。彼女も伊達公子、遠藤愛、神尾米、沢松奈生子など、日本女子テニスの黄金時代を彩った名選手たちと同世代に位置している。1997年の全仏オープン混合ダブルスで、平木はインドのマヘシュ・ブパシとコンビを組み、6月7日の決勝でパトリック・ガルブレイス＆リサ・レイモンド（ともにアメリカ）組を 6-4, 6-1 で破り、初優勝を飾った。ブパシは身長185cmの選手で、身長157cmの小柄な平木とのコンビは“凹凸ペア”とも形容された。アジア人ペアとして史上初のグランドスラム優勝で、日本人選手として初めて全仏オープンで優勝した。
日本人選手を含むペアが4大大会の混合ダブルス部門で優勝したのは、1934年のウィンブルドン選手権大会における、三木龍喜（1904年 - 1966年）とドロシー・ラウンド（イギリス、1908年 - 1982年）組以来「63年ぶり」の快挙であった。日本女子テニスの第一人者だった伊達公子が1996年11月に現役引退した直後の出来事でもあり、平木とブパシの偉業は大きな反響を呼んだ。（その前月、1997年5月にドイツ・ベルリンで行われた「ドイツ・オープン」のダブルス1回戦で、平木はフロレンシア・ラバト（アルゼンチン）と組み、シュテフィ・グラフとイネス・ゴロチャテギ（アルゼンチン）の組に勝っていた。）
4大大会のシングルスでは平木の好成績は比較的少ないが、1992年のウィンブルドンと、全豪オープンで1996年 - 1998年の3年連続で3回戦に進出している。1992年ウィンブルドンでは予選3試合を勝ち上がり、本戦3回戦でセンターコートに入り、第3シードのガブリエラ・サバティーニに挑戦した。全豪オープンでは3年連続の3回戦に進んだが、とりわけ1997年の大会では、伊達公子を失った日本女子テニス界が直ちに衰退を始めた中にあって、平木1人の3回戦進出が日本人女子選手の最高成績であった。
2001年、福岡国際女子テニスダブルスにて優勝。
平木の最後の試合出場は、2003年2月のアメリカ・オハイオ州コロンバス大会であった。現在は会社勤務をしながら日本各地でのテニスイベントなどでの普及活動を行っている。
平木は選手として活躍する傍ら、アジア人初のWTAツアー選手理事（1996年-1998年）に選出され、WTAツアー選手委員（1996年-2003年）、WTAツアードーピング委員（1990年-2003年）としても活躍した。各種スポーツ賞の受賞歴も多く、日本プロスポーツ大賞特別奨励賞（1997年）、1997年日本スポーツ賞・優秀選手、1997年度ユネスコ日本フェアプレー賞、WTAアワード「スポーツマンシップ賞」にノミネート（1997年・1998年）、USTA（全米テニス協会）スポーツマンシップ賞（2000年）、日本テニス協会・特別栄誉賞受賞（1998年）、栄誉賞（2003年）などを受賞している。
2014年6月より日本テニス協会の常務理事に就任。2021年現在、千葉県白井市に在住し、NTTコミュニケーションズで経営企画部広報室担当課長として勤務。